# Kermit Moore
Kermit Diton Moore (* 11. März 1929 in Akron, Ohio; † 2. November 2013 in New York City) war ein US-amerikanischer Musiker (Cello, auch Violine, Bratsche), Komponist und Orchesterleiter, der sowohl im Bereich der klassischen Musik als auch in der Jazz- und Filmmusik aktiv war.

## Leben und Wirken
Kermit Moore hatte mit fünf Jahren Klavierunterricht und lernte mit zehn Jahren Cello. Während seiner Highschoolzeit besuchte er das Cleveland Institute of Music; bereits mit 19 Jahren spielte er Solokonzerte in New York. Anschließend studierte er Cello bei Felix Salmond an der Juilliard School, parallel Komposition und Musikwissenschaft an der New York University, wo er auch den Master erwarb. Später studierte er noch am Pariser Konservatorium. Am Cello hatte er auch Unterricht bei Paul Bazelaire, Gregor Piatigorsky und Pablo Casals, in Komposition in Frankreich bei Nadia Boulanger und in Orchesterleitung in Tanglewood bei Serge Koussevitzky. 1949 war Moore erster Cellist des Hartford Symphony Orchestra. Er unterrichtete u. a. an der Hartt School of Music in Hartford und an der Harlem School of the Arts.
Neben den Aufnahmen im Bereich der klassischen Musik mit Werken von Brahms und Mendelssohn wirkte Moore bei vielen Produktionen im Bereich des Jazz und Pop mit, u. a. bei Roberta Flack („Killing Me Softly with His Song“), Judy Collins, Janis Ian, Carly Simon, Van McCoy, Roxy Music (Avalon, 1982) und auch im Philip Glass Ensemble beim Soundtrack des Films Koyaanisqatsi (1982). Im Bereich des Third Stream arbeitete er u. a. ab 1962 mit Ornette Coleman, Joe Zawinul, im Bereich des Jazz bei David Fathead Newman, Yusef Lateef, Milt Jackson, Les McCann, Andrew Hill, James Moody, Phil Woods, McCoy Tyner, Ron Carter, Quincy Jones, Louis Armstrong, Hermeto Pascoal, Nina Simone, Charles McPherson, Frank Owens, Roland Kirk, Dom Minasi, Billy Cobham, Groove Holmes, John Tropea, Eumir Deodato, Randy Crawford, Ralph MacDonald, Harold Vick, Joe Farrell, Phil Upchurch, Jimmy Ponder, Jon Faddis, Eric Gale, Ryō Kawasaki, Sadao Watanabe, Cleo Laine, Grover Washington, Jr., Lena Horne, Jim Hall und Richard Tee. Tom Lord verzeichnet im Bereich des Jazz zwischen 1962 und 1996 166 Aufnahmesessions, an denen er beteiligt war.
Als Orchesterleiter und Gastdirigent arbeitete Moore mit den Brooklyn Philharmonic und dem Detroit Symphony, den Berkeley Symphony und Opera Ebony. Er war ferner Gründer des Ensembles Symphony of the New World, das 1964 in New York entstand, das ethnischen Minderheiten und Frauen mehr Möglichkeiten als in anderen Orchestern zugestand. Er gründete auch das Classical Heritage Ensemble, das sich auf selten aufgeführte Werke spezialisierte. Als Komponist schuf Moore Werke wie Many Thousand Gone (für Streicher, Flöte, Perkussion und Chor), Streichquartette und mehrere Stücke für Cello. Er schrieb auch den Soundtrack für Ida B. Wells: A Passion for Justice, einen Dokumentarfilm über eine frühe afroamerikanische Journalistin, der bei 1989 bei PBS übertragen wurde. Mit Gordon Parks komponierte Moore die Filmmusik für den PBS-Dokumentarfilm Solomon Northup’s Odyssey.

## Diskographische Hinweise
- Kermit Moore/Raymond Jackson (Caprico Records / Black Artist Series, 1980)